# Александър Иванов (фотограф)
Александър Д. Иванов е руски фотограф и офицер, капитан. Военен кореспондент в Руско-турската война (1877-1878).
Александър Иванов работи като фотограф в гр. Харков. При подготовката на Руско-турската война (1877-1878) е мобилизиран в Действащата руска армия на Балканския полуостров. Военно звание капитан.
С походната си лаборатория изминава целия път на войната. Снима непосредствените участници, армейски позиции, полеви щабове, българи, бежанци, пленници, полеви болници, характерни местности, градове, села и др. Неговите творби са с непреходна историческа стойност.
Едновременно е кореспондент на в-к „Новое время“. Публикува статии за хода на бойните действия. За лично участие в Битката при Джуранли е награден от Руското командване.
Фотографиите си подрежда в Албум „Забалканский поход 1877–1878 годов“. Под № 956 се съхранява в Руския държавен архив за кинофотодокументи. Обединени са от фотографа Иво Хаджимишев с фронтовите фотографии на румънския военен кореспондент Франц Душек в изложба, озаглавена „Забравените фотографии от Руско-турската война 1877-1878 г. Завръщане в България след 130 години“.

## Външни препратка.и
- www.noviiskar.org